# Eubacterium callanderi
Eubacterium callanderi è una specie di batterio appartenente alla famiglia delle Eubacteriaceae.